# کن برنز
کن برنز (۱۹۵۳-) کارگردان و تهیه‌کننده و مستندساز آمریکایی است. او نخستین بار با فیلم مستند خود جنگ داخلی (۱۹۹۰) مشهور شد. فیلم‌های بعدی او مانند بیسبال (۱۹۹۴) و جاز (۲۰۰۱) نیز همه موفق بودند. از ویژگی‌های سبک او به کاربردن فیلم‌ها و عکس‌های قدیمی و آرشیوی است. روش حرکت دوربین بر عکس‌ها که او در فیلم‌هایش به کار می‌برد به «جلوه کن برنز» معروف شده است.
او در ۲۰۱۲ فیلم پنج نفر پارک مرکزی را همراه دخترش سارا برنز و دیوید مک‌ماهون کارگردانی کرد.